# Fritz Christian Mack
Pour les articles homonymes, voir Mack.
Fritz Christian Mack, né le 10 septembre 1837 à Tromsø où il est mort le 27 août 1876, est un navigateur norvégien. 

## Biographie
Baleinier, dans les années 1870, il est envoyé par ses armateurs de Tromsø en Nouvelle-Zemble pour y découvrir de nouvelles zones de pêche. 
Parti le 22 mai 1871, il suit une partie du Gulf Stream avec la goélette Nordstjernen et atteint 81° de longitude est. Il établit de nombreuses observations durant ce voyage qui ont été d'une grande importance pour la compréhension des masses d'eau dans l'est de la mer de Barents. Par la découvertes de bancs de poissons, il montre que le Gulf Stream fait sentir sa présence à ces latitudes. Le 12 septembre, il atteint 75˚ 25' de latitude nord et 82˚ 30' de longitude est, ce qui est alors un record.
Mack est aussi connu pour avoir retrouvé durant l'été 1873 les cadavres de l'ensemble des membres de l'expédition de Jacob Emanuel Melsom, tous, à l'exception de Melsom, décédé de maladie, morts de faim,.

## Hommage
Mackøya, une des îles les plus méridionales des îles Rønnbeck dans le détroit d'Hinlopen, porte son nom.